# Zamek w Kłaczynie
Zamek w Kłaczynie – zabytkowy zamek wybudowany w XIV/XV w. w Kłaczynie.

## Położenie
Zamek położony jest w Kłaczynie – wsi w Polsce, w województwie dolnośląskim, w powiecie świdnickim, w gminie Dobromierz, na Przedgórzu Sudeckim na granicy z Pogórzem Kaczawskim i Pogórzem Wałbrzyskim w Sudetach.

## Historia
Ruiny średniowiecznego rycerskiego zamku początkiem sięgającego wieku XIV. Obronne założenie umiejscowiono podówczas w rozlewisku rzeki Nysy Szalonej na rzecznej wyspie. Zamek gdy istniał prezentował typ tzw. zamku na wodzie (Wasserburg, Water castle). Po gruntownej przebudowie dokonanej przez rodzinę Rybniców (Reibnitzów), zamek zajęli Szwedzi i uległ destrukcji, miało to miejsce w I połowie wieku XVII w okresie gdy Szwecja okupowała Dolny Śląsk podczas wojny 30-letniej. Po czasie budowlę udało się odbudować.
Ówcześni właściciele Kłaczyny, członkowie rodu Bierchin, wznieśli budowlę o drewnianej konstrukcji szkieletowej na murowanym przyziemiu. Całość wsparto o mur obronny i wzmocniono skarpami. Śląską rezydencję przedstawił w szkicowniku Leonard Dorst von Schatzberg w 1839. Zamek miał gęstą kratownicę ryglową z zastrzałami w kształcie litery K. Górna kondygnacja była nadwieszona na wspornikach, wysuniętych poza lico ściany dolnej. Obiekt w 1850 r. spłonął. Dzieła zniszczenia dokonały pioruny które w l. 1877 i 1891 - dwa razy trafiały w budynek. Później miejscowi chłopi rozebrali resztki budowli zabierając na swoje potrzeby łupek i kamień ciosany z którego zamek był zbudowany. Dzisiejsze ruiny to drobne fragmenty murów i fosy, pozostałość narożnej baszty oraz rozsypane pośród traw kamienie z murów; wszystko to znajduje się na zachodnim brzegu Nysy ok. 300 m na południe od mostu na drodze Roztoka-Bolków.